# ブエルタ・ア・エスパーニャ2009 第12-第21ステージ結果
- ブエルタ・ア・エスパーニャ2009 第1-第11ステージ結果 > ブエルタ・ア・エスパーニャ2009 第12-第21ステージ結果

2009年に行われた、ブエルタ・ア・エスパーニャの第12ステージから第21ステージまでの結果について述べる。

## 第12ステージ
9月11日(金)
- アルメリア － アルト・デ・ベレフィケ　174.0km [1]

- 2度目の休息日明けの今ステージからは、怒涛の難関山頂ゴール3連戦。その第1ラウンドはベレフィケ峠、カラール・アルトを通過した後に再びベレフィケ峠への山頂ゴール。前ステージ優勝のタイラー・ファーラー（ガーミン・スリップストリーム）、ヴィタリー・ブッツ（ランプレ＝N.G.C）、リーヌス・ゲルデマン（チーム・ミルラム）、マルコ・マルカート（バカン・ソレイユ）、アルベルト・フェルナンデス（シャコベオ・ガリシア）の5人が未出走で175人がスタート。27km地点からアレクサンドル・ヴィノクロフ（アスタナ）やオスカル・フレイレ（ラボバンク）など11人が先行、さらに44km地点でアルカイトス・ドゥラン（フジ・セルベット）が加わって12人による逃げとなり、メイン集団に最大8分の差をつける展開となる。その後、カラール・アルトの上りでヴィノクロフが脱落。そのままズルズル後退したヴィノクロフは、結局チームメイトのホセ・ルイス・ルビエラと共に途中リタイアしている。メイン集団はマイヨ・オロのアレハンドロ・バルベルデ擁するケス・デパーニュが中心となってコントロール。差を4分半まで縮め、逃げ集団からダビ・ガルシア・ダ・ペナ（シャコベオ・ガリシア）が単独で抜け出して最後のベレフィケ峠に突入した。その後ガルシアにライダー・ヘスジェダル（ガーミン・スリップストリーム）が追いついて先頭は2人に、メイン集団はアタック合戦の末に残り5km地点でエセキエル・モスケラ（シャコベオ・ガリシア）が飛び出すことに成功、単独で前の2人を追う。さらに残り1.5km地点でロベルト・ヘーシンク（ラボバンク）がアタック、モスケラに追いついて先頭の2人を猛追。しかし僅かに届かず、最後はスプリントでガルシアを振り切ったヘスジェダルが嬉しいグランツール初勝利。チームも休息日を挟んでステージ2連勝となった。6秒届かなかったヘーシンクだったが、モスケラとの3位争いを制してボーナスタイム8秒を獲得。16秒差でゴールした総合争いのライバルに対し10秒＋8秒のアドバンテージを得て、総合でもバルベルデに18秒差まで迫っている。そのバルベルデはマイヨ・オロに加えて、マイヨ・コンビナダもカデル・エヴァンス（サイレンス・ロット）から奪取。他賞には動きは無かった。前述のヴィノクロフとルビエラに加えて、ピエリック・フェドリゴ（ブイグテレコム）、フランチェスコ・トメイ（ランプレ＝N.G.C）、パウル・マルテンス（ラボバンク）の3人、計5人が途中リタイア、完走は170人だった。

区間成績
| 順位 | 選手名                   | 国籍           | チーム                       | 時間          |
| ---- | ------------------------ | -------------- | ---------------------------- | ------------- |
| 1    | ライダー・ヘシェダル     | カナダ         | ガーミン・スリップストリーム | 5時間34分31秒 |
| 2    | ダビ・ガルシア           | スペイン       | シャコベオ・ガリシア         | +01秒         |
| 3    | ロベルト・ヘーシンク     | オランダ       | ラボバンク                   | +06秒         |
| 4    | エセキエル・モスケラ     | スペイン       | シャコベオ・ガリシア         | 同            |
| 5    | ダミアーノ・クネゴ       | イタリア       | ランプレ・N.G.C              | +16秒         |
| 6    | アレハンドロ・バルベルデ | スペイン       | ケス・デパーニュ             | 同            |
| 7    | カデル・エヴァンス       | オーストラリア | サイレンス・ロット           | 同            |
| 8    | イヴァン・バッソ         | イタリア       | リクイガス                   | 同            |
| 9    | トム・ダニエルソン       | アメリカ合衆国 | ガーミン・スリップストリーム | 同            |
| 10   | サムエル・サンチェス     | スペイン       | エウスカルテル・エウスカディ | 同            |

総合成績
| 順位 | 選手名                   | 国籍           | チーム                       | 時間           |
| ---- | ------------------------ | -------------- | ---------------------------- | -------------- |
| 1    | アレハンドロ・バルベルデ | スペイン       | ケス・デパーニュ             | 51時間12分38秒 |
| 2    | カデル・エヴァンス       | オーストラリア | サイレンス・ロット           | +07秒          |
| 3    | ロベルト・ヘーシンク     | オランダ       | ラボバンク                   | +18秒          |
| 4    | トム・ダニエルソン       | アメリカ合衆国 | ガーミン・スリップストリーム | +51秒          |
| 5    | イヴァン・バッソ         | イタリア       | リクイガス                   | +53秒          |
| 6    | サムエル・サンチェス     | スペイン       | エウスカルテル・エウスカディ | +1分03秒       |
| 7    | ダミアーノ・クネゴ       | イタリア       | ランプレ・N.G.C              | +2分13秒       |
| 8    | エセキエル・モスケラ     | スペイン       | シャコベオ・ガリシア         | +2分14秒       |
| 9    | ダニエル・ナバロ         | スペイン       | アスタナ                     | +3分53秒       |
| 10   | ホアキン・ロドリゲス     | スペイン       | ケス・デパーニュ             | +4分01秒       |

ポイント賞
| 順位 | 選手名               | 国籍       | チーム                  | ポイント |
| ---- | -------------------- | ---------- | ----------------------- | -------- |
| 1    | アンドレ・グライペル | ドイツ     | チーム・コロンビア＝HTC | 99       |
| 2    | トム・ボーネン       | ベルギー   | クイックステップ        | 75       |
| 3    | ボルト・ボジチュ     | スロベニア | ヴァカンソレイユ        | 66       |

山岳賞
| 順位 | 選手名                 | 国籍     | チーム                 | ポイント |
| ---- | ---------------------- | -------- | ---------------------- | -------- |
| 1    | ダヴィ・モンクティエ   | フランス | コフィディス           | 86       |
| 2    | ダビ・デ・ラ・フエンテ | スペイン | フジ・セルベット       | 72       |
| 3    | ハビエル・ラミレス     | スペイン | アンダルシア・カハスル | 59       |

コンビネーション賞
| 順位 | 選手名                   | 国籍           | チーム             | ポイント |
| ---- | ------------------------ | -------------- | ------------------ | -------- |
| 1    | アレハンドロ・バルベルデ | スペイン       | ケス・デパーニュ   | 18       |
| 2    | カデル・エヴァンス       | オーストラリア | サイレンス・ロット | 19       |
| 3    | ロベルト・ヘーシンク     | オランダ       | ラボバンク         | 21       |

チーム時間賞
| 順位 | チーム           | 時間            |
| ---- | ---------------- | --------------- |
| 1    | ケス・デパーニュ | 153時間40分10秒 |
| 2    | アスタナ         | +9分43秒        |
| 3    | フジ・セルベット | +12分53秒       |

## 第13ステージ
9月12日(土)
- ベルハ － シエラネバダ　175.0km[2]

- 難関山頂ゴール第2ラウンドは、今大会最高地点2380mのシエラ・ネバダがゴール地点。直前のモナチル峠山頂とシエラ・ネバダ登坂口の間は僅か700mしかなく、実質的には連続した26.2kmの1つの上りとなっている。スタート直後のアタックで30人もの巨大な逃げ集団がまず形成。さらに30km地点でそこから9人が抜け出し、最終的に70km地点でレイン・ターラミャエ、マイヨ・モンターニャのダヴィ・モンクティエ（共にコフィディス）、コース・ムレンハウト（ラボバンク）の3人の逃げとなった。メイン集団の追走の動きは鈍く、一時は先頭の3人とのタイム差が13分に達するほど。ターラミャエが牽き続けた先頭集団からはモンクティエがアタック、ムレンハウトを振り切って単独でモナチル峠そしてシエラ・ネバダを上り始めた。メイン集団はリクイガスがモナチル峠で強烈なペースアップ。この動きに総合4位につけるトム・ダニエルソン（ガーミン・スリップストリーム）、さらに総合6位のサムエル・サンチェス（エウスカルテル・エウスカディ）が脱落。さらに、モナチル峠の山頂直前でカデル・エヴァンスにパンクのアクシデント。道が細く、チームカーの到着が遅れるという不運も重なって、エヴァンスはメイン集団から1分以上のタイムロスを喫してしまう。その後サンチェスらの追走集団に追いついたエヴァンスだったが、残り6km地点でリズムを取り戻したサンチェスに置いて行かれてしまい、ますます苦しい状況になってしまう。メイン集団からは、マドリードでの表彰台に意欲を見せるエセキエル・モスケラが昨日に続くアタックで集団から飛び出すことに成功した。しかし、先頭を走るモンクティエのペースは最後まで落ちずそのまま独走でステージ優勝。モンクティエはさらに全ての山岳を1位で通過するという圧巻の内容で山岳ポイントを74ポイント荒稼ぎ。2位のダビ・デ・ラ・フエンテ（フジ・セルベット）に77ポイントもの大差を付け、マイヨ・モンターニャ争いに事実上の決着をつけた。52秒差の2位にモスケラが入ってアレハンドロ・バルベルデから2分6秒差の総合6位に浮上した（ペナルティタイム20秒込み。許可されていない場所でボトルを受け取ったため）。最後にスプリントでロベルト・ヘーシンクとイヴァン・バッソ（リクイガス）に1秒差をつけたバルベルデは1分16秒差の3位に入り、ボーナスタイム8秒も獲得し、もちろんマイヨ・オロとマイヨ・コンビナダをキープ。サンチェスは1分37秒遅れのステージ6位、総合順位は4位に上がったものの、バルベルデとのタイム差は1分32秒に開いている。エヴァンスは2分24秒遅れのステージ8位に沈み、さらに10秒のペナルティタイム（ボトルを受ける際にチームカーに長く掴まっていたため）を喫してしまい、バルベルデから1分33秒差の総合5位に転落した。ダニエルソンは結局モンクティエから6分59秒遅れのステージ25位と惨敗、6分52秒差の総合9位に転落して、30分近く遅れてのゴールとなったダミアーノ・クネゴ（ランプレ＝N.G.C）と共に事実上マイヨ・オロ争いからは脱落した。また、マイヨ・プントスのアンドレ・グライペル（チーム・コロンビア＝HTC）は39分4秒遅れのグルペットでゴールしたが、制限時間オーバーで25ポイント剥奪の処分を受けている。この結果、グライペルはマイヨ・プントスはキープしたものの、2位に浮上したバルベルデとの差は僅か6ポイントとなっている。厳しい山岳ステージだったことに加えて、世界選手権が近づいていることもあって、リナルド・ノチェンティーニ（Ag2r）、フランク・ブイエ（ブイグテレコム）、サイモン・ジェラン、ドミニク・ロラン（共にサーヴェロ・テストチーム）、セバスティアン・シャヴァネル（フランセーズ・デ・ジュー）、エロス・カペッキ、ダヴィデ・ヴィガーノ（共にフジ・セルベット）、トム・ボーネン（クイックステップ）、オスカル・フレイレ、ビェルン・シュレーダー（チーム・ミルラム）の10選手が途中リタイアで大会を去っている。

区間成績
| 順位 | 選手名                   | 国籍           | チーム                       | 時間          |
| ---- | ------------------------ | -------------- | ---------------------------- | ------------- |
| 1    | ダヴィ・モンクティエ     | フランス       | コフィディス                 | 5時間09分22秒 |
| 2    | エセキエル・モスケラ     | スペイン       | シャコベオ・ガリシア         | +52秒         |
| 3    | アレハンドロ・バルベルデ | スペイン       | ケス・デパーニュ             | +1分16秒      |
| 4    | ロベルト・ヘーシンク     | オランダ       | ラボバンク                   | +1分17秒      |
| 5    | イヴァン・バッソ         | イタリア       | リクイガス                   | 同            |
| 6    | サムエル・サンチェス     | スペイン       | エウスカルテル・エウスカディ | +1分37秒      |
| 7    | ホアキン・ロドリゲス     | スペイン       | ケス・デパーニュ             | +2分09秒      |
| 8    | カデル・エヴァンス       | オーストラリア | サイレンス・ロット           | +2分24秒      |
| 9    | パオロ・ティラロンゴ     | イタリア       | ランプレ・N.G.C              | +2分31秒      |
| 10   | アマエル・モワナール     | フランス       | コフィディス                 | +3分37秒      |

総合成績
| 順位 | 選手名                   | 国籍           | チーム                       | 時間           |
| ---- | ------------------------ | -------------- | ---------------------------- | -------------- |
| 1    | アレハンドロ・バルベルデ | スペイン       | ケス・デパーニュ             | 56時間23分08秒 |
| 2    | ロベルト・ヘーシンク     | オランダ       | ラボバンク                   | +27秒          |
| 3    | イヴァン・バッソ         | イタリア       | リクイガス                   | +1分02秒       |
| 4    | サムエル・サンチェス     | スペイン       | エウスカルテル・エウスカディ | +1分32秒       |
| 5    | カデル・エヴァンス       | オーストラリア | サイレンス・ロット           | +1分33秒       |
| 6    | エセキエル・モスケラ     | スペイン       | シャコベオ・ガリシア         | +2分06秒       |
| 7    | ホアキン・ロドリゲス     | スペイン       | ケス・デパーニュ             | +5分02秒       |
| 8    | パオロ・ティラロンゴ     | イタリア       | ランプレ・N.G.C              | +5分33秒       |
| 9    | トム・ダニエルソン       | アメリカ合衆国 | ガーミン・スリップストリーム | +6分52秒       |
| 10   | ダニエル・ナバロ         | スペイン       | アスタナ                     | +8分21秒       |

ポイント賞
| 順位 | 選手名                   | 国籍     | チーム                  | ポイント |
| ---- | ------------------------ | -------- | ----------------------- | -------- |
| 1    | アンドレ・グライペル     | ドイツ   | チーム・コロンビア＝HTC | 74       |
| 2    | アレハンドロ・バルベルデ | スペイン | ケス・デパーニュ        | 68       |
| 3    | ロベルト・ヘーシンク     | スペイン | ラボバンク              | 58       |

山岳賞
| 順位 | 選手名                 | 国籍     | チーム           | ポイント |
| ---- | ---------------------- | -------- | ---------------- | -------- |
| 1    | ダヴィ・モンクティエ   | フランス | コフィディス     | 160      |
| 2    | ダビ・デ・ラ・フエンテ | スペイン | フジ・セルベット | 83       |
| 3    | ピーター・ウェーニング | オランダ | ラボバンク       | 60       |

コンビネーション賞
| 順位 | 選手名                   | 国籍           | チーム             | ポイント |
| ---- | ------------------------ | -------------- | ------------------ | -------- |
| 1    | アレハンドロ・バルベルデ | スペイン       | ケス・デパーニュ   | 11       |
| 2    | ロベルト・ヘーシンク     | オランダ       | ラボバンク         | 12       |
| 2    | カデル・エヴァンス       | オーストラリア | サイレンス・ロット | 21       |

チーム時間賞
| 順位 | チーム               | 時間            |
| ---- | -------------------- | --------------- |
| 1    | ケス・デパーニュ     | 169時間16分22秒 |
| 2    | アスタナ             | +23分06秒       |
| 3    | シャコベオ・ガリシア | +23分27秒       |

## 第14ステージ
9月13日(日)
- グラナダ － ラ・パンデラ　157.0km[3]

- 最後の山頂ゴールは超級山岳シエラ・デラ・パンデラ峠。シャビエル・トンド（アンダルシア・カハスル）、イグナタス・コノヴァロヴァス（サーヴェロ・テストチーム）、ファビアン・カンチェラーラ（チーム・サクソバンク）の3選手が未出走で、157選手がスタート。42km地点でようやく逃げが決まり、昨日「今日逃げるために昨日あえて遅れた」と語っていたダミアーノ・クネゴなど9選手が逃げ始め、メイン集団に最大10分弱の差をつける展開となった。メイン集団はケス・デパーニュ、リクイガス、エウスカルテルの3チームが中心にコントロール。6分強の差で2級山岳ビジャレス峠に突入。上りの途中で逃げ集団からクネゴがアタック、ほかの8選手を置き去りにして、独走でビジャレス峠を通過、さらにシエラ・デラ・パンデラ峠に突入。力強い走りでそのまま2位のヤコブ・フグルサング（チーム・サクソバンク）に2分以上の大差をつけて、世界選手権に向けて弾みのつく今大会2勝目となった。メイン集団はリクイガスの猛烈なペースアップで、徐々に人数を減らしてシエラ・デラ・パンデラ峠に突入した。すると、まずカデル・エヴァンスがアタック、マイヨ・オロのアレハンドロ・バルベルデが遅れてしまう。さらにエセキエル・モスケラが3日連続のアタックでメイン集団から飛び出すことに成功、その後サムエル・サンチェスも追いついて2人で先行、最後はスプリントをサンチェスが制して3分8秒遅れのステージ3位に入り、ボーナスタイム8秒を獲得、1分10秒差の総合3位に浮上した。その後、ペースを取り戻したバルベルデはエヴァンスとイヴァン・バッソの2人に追いつくと、そのまま置き去りに、さらに先行していたロベルト・ヘーシンクも抜き去って3分22秒遅れのステージ5位に入った。バルベルデはサンチェスに対するタイム損失を14秒＋8秒の計22秒に留め、マイヨ・オロとマイヨ・コンビナダをキープ、さらにグルペットでゴールのアンドレ・グライペルからマイヨ・プントスも奪取した。エヴァンスはバルベルデから18秒、バッソは26秒失ってしまい、バッソは総合4位に転落した。マイヨ・モンターニャ争いは動き無くダヴィ・モンクティエがキープしている。サンディ・カザール（フランセーズ・デ・ジュー）とマルコ・マルツァーノ（ランプレ＝N.G.C）の2選手が途中リタイアしている。

区間成績
| 順位 | 選手名                   | 国籍           | チーム                       | 時間          |
| ---- | ------------------------ | -------------- | ---------------------------- | ------------- |
| 1    | ダミアーノ・クネゴ       | イタリア       | ランプレ・N.G.C              | 4時間04分23秒 |
| 2    | ヤコブ・フグルサング     | デンマーク     | チーム・サクソバンク         | +2分23秒      |
| 3    | サムエル・サンチェス     | スペイン       | エウスカルテル・エウスカディ | +3分08秒      |
| 4    | エセキエル・モスケラ     | スペイン       | シャコベオ・ガリシア         | +3分10秒      |
| 5    | アレハンドロ・バルベルデ | スペイン       | ケス・デパーニュ             | +3分22秒      |
| 6    | ロベルト・ヘーシンク     | オランダ       | ラボバンク                   | +3分26秒      |
| 7    | カデル・エヴァンス       | オーストラリア | サイレンス・ロット           | +3分40秒      |
| 8    | ゴンサロ・ラブニャル     | スペイン       | シャコベオ・ガリシア         | +3分46秒      |
| 9    | イヴァン・バッソ         | イタリア       | リクイガス                   | +3分48秒      |
| 10   | フアン・ホセ・コーボ     | スペイン       | フジ・セルベット             | 同            |

総合成績
| 順位 | 選手名                   | 国籍           | チーム                       | 時間           |
| ---- | ------------------------ | -------------- | ---------------------------- | -------------- |
| 1    | アレハンドロ・バルベルデ | スペイン       | ケス・デパーニュ             | 60時間30分53秒 |
| 2    | ロベルト・ヘーシンク     | オランダ       | ラボバンク                   | +31秒          |
| 3    | サムエル・サンチェス     | スペイン       | エウスカルテル・エウスカディ | +1分10秒       |
| 4    | イヴァン・バッソ         | イタリア       | リクイガス                   | +1分28秒       |
| 5    | カデル・エヴァンス       | オーストラリア | サイレンス・ロット           | +1分51秒       |
| 6    | エセキエル・モスケラ     | スペイン       | シャコベオ・ガリシア         | +1分54秒       |
| 7    | ホアキン・ロドリゲス     | スペイン       | ケス・デパーニュ             | +5分53秒       |
| 8    | パオロ・ティラロンゴ     | イタリア       | ランプレ・N.G.C              | +6分24秒       |
| 9    | トム・ダニエルソン       | アメリカ合衆国 | ガーミン・スリップストリーム | +8分28秒       |
| 10   | フアン・ホセ・コーボ     | スペイン       | フジ・セルベット             | +10分45秒      |

ポイント賞
| 順位 | 選手名                   | 国籍     | チーム                  | ポイント |
| ---- | ------------------------ | -------- | ----------------------- | -------- |
| 1    | アレハンドロ・バルベルデ | スペイン | ケス・デパーニュ        | 80       |
| 2    | アンドレ・グライペル     | ドイツ   | チーム・コロンビア＝HTC | 74       |
| 3    | ロベルト・ヘーシンク     | スペイン | ラボバンク              | 68       |

山岳賞
| 順位 | 選手名                 | 国籍     | チーム           | ポイント |
| ---- | ---------------------- | -------- | ---------------- | -------- |
| 1    | ダヴィ・モンクティエ   | フランス | コフィディス     | 160      |
| 2    | ダビ・デ・ラ・フエンテ | スペイン | フジ・セルベット | 83       |
| 3    | ダミアーノ・クネゴ     | イタリア | ランプレ・N.G.C  | 76       |

コンビネーション賞
| 順位 | 選手名                   | 国籍           | チーム             | ポイント |
| ---- | ------------------------ | -------------- | ------------------ | -------- |
| 1    | アレハンドロ・バルベルデ | スペイン       | ケス・デパーニュ   | 9        |
| 2    | ロベルト・ヘーシンク     | オランダ       | ラボバンク         | 11       |
| 2    | カデル・エヴァンス       | オーストラリア | サイレンス・ロット | 22       |

チーム時間賞
| 順位 | チーム               | 時間            |
| ---- | -------------------- | --------------- |
| 1    | ケス・デパーニュ     | 181時間42分19秒 |
| 2    | シャコベオ・ガリシア | +25分31秒       |
| 3    | アスタナ             | +29分53秒       |

## 第15ステージ
9月14日(月)
- ハエン － コルドバ 168.0km[4]

- 今大会久々の平坦ステージ。ただしレース後半の周回コースに2級山岳サンヘロニモ峠が設定されており、一筋縄ではいかない。序盤からアタックと吸収の繰り返しで、逃げがなかなか決まらない展開に。一時集団が2つに分裂しマイヨ・オロのアレハンドロ・バルベルデが後方集団に取り残される事態も生じたが、無事に復帰している。66km地点でようやくレオナルド・ドゥケ（コフィディス）ら12人が、さらにマテュー・ラダニュー（フランセーズ・デ・ジュー）も加わって13人が逃げはじめる。総合争いに影響を与えない逃げをメイン集団は完全に容認、スプリンターを抱えるチームも大半が逃げに選手を送り込んでいたことから、タイム差はどんどん広がり周回コース突入時には19分近い大差がつく展開になった。逃げが決まった逃げ集団内ではアタック合戦が勃発、2回目のサンヘロニモ峠の上りでラース・ボーム（ラボバンク）が飛び出しに成功。ボームはそのまま20km以上の独走を決めてステージ優勝、自身グランツール初勝利、ラボバンクにとっても今大会初勝利となった。結局25分1秒遅れでゴールしたメイン集団は、2回目のサンヘロニモ峠の下りでサムエル・サンチェスが奇襲を仕掛ける場面があったが失敗。最後はステージ14位争いをアンドレ・グライペルが制して、スプリントポイント2ポイントを獲得。バルベルデとポイント差を4ポイントに縮めている。各賞ジャージはマイヨ・プントスを含め動きなし。逃げに2選手を送り込んでいたシャコベオ・ガリシアがチーム時間賞でトップに立っている。スヴェイン・タフト（ガーミン・スリップストリーム）が途中リタイアで、完走は154選手だった。

区間成績
| 順位 | 選手名                       | 国籍         | チーム                   | 時間          |
| ---- | ---------------------------- | ------------ | ------------------------ | ------------- |
| 1    | ラース・ボーム               | オランダ     | ラボバンク               | 4時間12分56秒 |
| 2    | ダビ・エレロ                 | スペイン     | シャコベオ・ガリシア     | +1分36秒      |
| 3    | ドミーニク・レルス           | ドイツ       | チーム・ミルラム         | +1分44秒      |
| 4    | レオナルド・ドゥケ           | コロンビア   | コフィディス             | +2分04秒      |
| 5    | マキシム・イグリンスキー     | カザフスタン | アスタナ                 | 同            |
| 6    | アレクサンドル・コロブネフ   | ロシア       | チーム・サクソバンク     | 同            |
| 7    | マルティン・ヴェリトス       | スロバキア   | チーム・ミルラム         | 同            |
| 8    | セラフィン・マルティネス     | スペイン     | シャコベオ・ガリシア     | 同            |
| 9    | アレクサンドル・エフィムキン | ロシア       | AG2R・ラ・モンディアル   | 同            |
| 10   | マテュー・ラダニュー         | フランス     | フランセーズ・デ・ジュー | +3分23秒      |

総合成績
| 順位 | 選手名                   | 国籍           | チーム                       | 時間           |
| ---- | ------------------------ | -------------- | ---------------------------- | -------------- |
| 1    | アレハンドロ・バルベルデ | スペイン       | ケス・デパーニュ             | 65時間08分50秒 |
| 2    | ロベルト・ヘーシンク     | オランダ       | ラボバンク                   | +31秒          |
| 3    | サムエル・サンチェス     | スペイン       | エウスカルテル・エウスカディ | +1分10秒       |
| 4    | イヴァン・バッソ         | イタリア       | リクイガス                   | +1分28秒       |
| 5    | カデル・エヴァンス       | オーストラリア | サイレンス・ロット           | +1分51秒       |
| 6    | エセキエル・モスケラ     | スペイン       | シャコベオ・ガリシア         | +1分54秒       |
| 7    | ホアキン・ロドリゲス     | スペイン       | ケス・デパーニュ             | +5分53秒       |
| 8    | パオロ・ティラロンゴ     | イタリア       | ランプレ・N.G.C              | +6分34秒       |
| 9    | トム・ダニエルソン       | アメリカ合衆国 | ガーミン・スリップストリーム | +8分28秒       |
| 10   | フアン・ホセ・コーボ     | スペイン       | フジ・セルベット             | +10分45秒      |

ポイント賞
| 順位 | 選手名                   | 国籍     | チーム                  | ポイント |
| ---- | ------------------------ | -------- | ----------------------- | -------- |
| 1    | アレハンドロ・バルベルデ | スペイン | ケス・デパーニュ        | 80       |
| 2    | アンドレ・グライペル     | ドイツ   | チーム・コロンビア＝HTC | 76       |
| 3    | ロベルト・ヘーシンク     | スペイン | ラボバンク              | 68       |

山岳賞
| 順位 | 選手名                 | 国籍     | チーム           | ポイント |
| ---- | ---------------------- | -------- | ---------------- | -------- |
| 1    | ダヴィ・モンクティエ   | フランス | コフィディス     | 160      |
| 2    | ダビ・デ・ラ・フエンテ | スペイン | フジ・セルベット | 83       |
| 3    | ダミアーノ・クネゴ     | イタリア | ランプレ・N.G.C  | 76       |

コンビネーション賞
| 順位 | 選手名                   | 国籍           | チーム             | ポイント |
| ---- | ------------------------ | -------------- | ------------------ | -------- |
| 1    | アレハンドロ・バルベルデ | スペイン       | ケス・デパーニュ   | 9        |
| 2    | ロベルト・ヘーシンク     | オランダ       | ラボバンク         | 11       |
| 2    | カデル・エヴァンス       | オーストラリア | サイレンス・ロット | 22       |

チーム時間賞
| 順位 | チーム               | 時間            |
| ---- | -------------------- | --------------- |
| 1    | シャコベオ・ガリシア | 195時間15分19秒 |
| 2    | ケス・デパーニュ     | +20分51秒       |
| 3    | アスタナ             | +27分47秒       |

## 第16ステージ
9月15日(火)
- コルドバ － プエルトリャノ 170.0km[5]

- 前日に続いての平坦ステージ。9km地点からヘスス・ロセンド（アンダルシア・カハスル）の1人逃げが始まり、最大でメイン集団に12分の差をつけた。その後、チーム・コロンビア＝HTCを中心にメイン集団はペースアップ。残り18km地点でロセンドを吸収し、ゴールは集団スプリントに。残り200mでスプリントを開始したダニエーレ・ベンナーティ（リクイガス）に「ただ乗り」したグライペルが、残り100mでベンナーティを抜き去ってそのままフィニッシュ、今大会3勝目を挙げた。グライペルは途中の2箇所の中間スプリントポイントもそれぞれ2位通過し1日で29ポイント獲得、アレハンドロ・バルベルデからマイヨ・プントスを奪還した。バルベルデも残るマイヨ・オロとマイヨ・コンビナダは問題なくキープ。マイヨ・モンターニャもダヴィ・モンクティエが2つの山岳を1位・2位通過で計10ポイント稼いで、キープしている。

区間成績
| 順位 | 選手名                       | 国籍       | チーム                       | 時間          |
| ---- | ---------------------------- | ---------- | ---------------------------- | ------------- |
| 1    | アンドレ・グライペル         | ドイツ     | チーム・コロンビア＝HTC      | 4時間50分44秒 |
| 2    | ウィイアン・ボネ             | フランス   | BBox・ブイグテレコム         | 同            |
| 3    | ダニエーレ・ベンナーティ     | イタリア   | リクイガス                   | 同            |
| 4    | ゲラルト・ツィオレック       | ドイツ     | チーム・ミルラム             | 同            |
| 5    | フランシスコ・ホセ・パチェコ | スペイン   | コンテントポリス・アンポ     | 同            |
| 6    | レオナルド・ドゥケ           | コロンビア | コフィディス                 | 同            |
| 7    | ユルヘン・ルラントス         | ベルギー   | サイレンス・ロット           | 同            |
| 8    | セバスティアン・イノー       | フランス   | AG2R・ラ・モンディアル       | 同            |
| 9    | マティ・ブレシェル           | デンマーク | チーム・サクソバンク         | 同            |
| 10   | イニャキ・イサシ             | スペイン   | エウスカルテル・エウスカディ | 同            |

総合成績
| 順位 | 選手名                   | 国籍           | チーム                       | 時間           |
| ---- | ------------------------ | -------------- | ---------------------------- | -------------- |
| 1    | アレハンドロ・バルベルデ | スペイン       | ケス・デパーニュ             | 69時間59分34秒 |
| 2    | ロベルト・ヘーシンク     | オランダ       | ラボバンク                   | +31秒          |
| 3    | サムエル・サンチェス     | スペイン       | エウスカルテル・エウスカディ | +1分10秒       |
| 4    | イヴァン・バッソ         | イタリア       | リクイガス                   | +1分28秒       |
| 5    | カデル・エヴァンス       | オーストラリア | サイレンス・ロット           | +1分51秒       |
| 6    | エセキエル・モスケラ     | スペイン       | シャコベオ・ガリシア         | +1分54秒       |
| 7    | ホアキン・ロドリゲス     | スペイン       | ケス・デパーニュ             | +5分53秒       |
| 8    | パオロ・ティラロンゴ     | イタリア       | ランプレ・N.G.C              | +6分34秒       |
| 9    | トム・ダニエルソン       | アメリカ合衆国 | ガーミン・スリップストリーム | +8分28秒       |
| 10   | フアン・ホセ・コーボ     | スペイン       | フジ・セルベット             | +10分45秒      |

ポイント賞
| 順位 | 選手名                   | 国籍     | チーム                  | ポイント |
| ---- | ------------------------ | -------- | ----------------------- | -------- |
| 1    | アンドレ・グライペル     | ドイツ   | チーム・コロンビア＝HTC | 105      |
| 2    | アレハンドロ・バルベルデ | スペイン | ケス・デパーニュ        | 80       |
| 3    | ロベルト・ヘーシンク     | スペイン | ラボバンク              | 68       |

山岳賞
| 順位 | 選手名                 | 国籍     | チーム           | ポイント |
| ---- | ---------------------- | -------- | ---------------- | -------- |
| 1    | ダヴィ・モンクティエ   | フランス | コフィディス     | 170      |
| 2    | ダビ・デ・ラ・フエンテ | スペイン | フジ・セルベット | 89       |
| 3    | ダミアーノ・クネゴ     | イタリア | ランプレ・N.G.C  | 76       |

コンビネーション賞
| 順位 | 選手名                   | 国籍     | チーム                       | ポイント |
| ---- | ------------------------ | -------- | ---------------------------- | -------- |
| 1    | アレハンドロ・バルベルデ | スペイン | ケス・デパーニュ             | 10       |
| 2    | ロベルト・ヘーシンク     | オランダ | ラボバンク                   | 11       |
| 2    | サムエル・サンチェス     | スペイン | エウスカルテル・エウスカディ | 23       |

チーム時間賞
| 順位 | チーム               | 時間            |
| ---- | -------------------- | --------------- |
| 1    | シャコベオ・ガリシア | 209時間47分00秒 |
| 2    | ケス・デパーニュ     | +20分51秒       |
| 3    | アスタナ             | +27分47秒       |

## 第17ステージ
9月16日(水)
- シウダ・レアル － タラベラ・デ・ラ・レイナ 193.6km[6]

- 3日連続の平坦ステージ。さらには山岳ポイントも全く設定されていない。世界選手権に備えるダミアーノ・クネゴとアレッサンドロ・バッラン（共にランプレ＝N.G.C）、スチュアート・オグレディ（チーム・サクソバンク）、前日に落車で負傷していたワウテル・ウェイラント（クイックステップ）の4選手が未出走。6km地点からマルケル・イリサール（エウスカルテル・エウスカディ）など5選手が逃げ始め、メイン集団とのタイム差は最大7分まで開く展開に。その後有力スプリンターを抱えるチーム・コロンビア＝HTC、チーム・ミルラム、リクイガスの3チームが中心となってメイン集団のコントロールを開始。その途中、メイン集団で総合2位のロベルト・ヘーシンクや総合6位のエセキエル・モスケラが巻き込まれる落車が発生。共にメイン集団に復帰したが、両者とも膝と肘に決して軽くは無い傷を負っている。この落車でややペースが淀んだメイン集団と逃げ集団との差は残り30km地点で約4分。その後も前述の3チームを中心にメイン集団は逃げを猛追撃、その差が20秒まで縮まった残り3km地点で逃げ集団から飛び出したマルテイン・マースカント（ガーミン・スリップストリーム）に残り1km地点でアントニー・ルー（フランセーズ・デ・ジュー）が追いつく。さらに残り500m地点でマースカントを突き放したルーは、雪崩のように押し寄せてくるメイン集団を僅か数メートル、タイム差無しで振り切ってステージ優勝。自身グランツール初勝利、チームにとっても2007年のツール・ド・フランス第18ステージのサンディ・カザール以来のグランツールステージ優勝となった。惜しくもステージ2連勝を逃したアンドレ・グライペルだったが（ステージ3位）、マイヨ・プントス争いのライバルダニエーレ・ベンナーティ（ステージ4位）からは先着し、マドリードでのマイヨ・プントスが見えてきた。その他各賞にも動きは無し。アレクサンドル・エフィムキン（Ag2r）が途中リタイアで、完走は149選手だった。

区間成績
| 順位 | 選手名                       | 国籍       | チーム                   | 時間          |
| ---- | ---------------------------- | ---------- | ------------------------ | ------------- |
| 1    | アントニー・ルー             | フランス   | フランセーズ・デジュー   | 4時間28分14秒 |
| 2    | ウィイアン・ボネ             | フランス   | BBox・ブイグテレコム     | 同            |
| 3    | アンドレ・グライペル         | ドイツ     | チーム・コロンビア＝HTC  | 同            |
| 4    | ダニエーレ・ベンナーティ     | イタリア   | リクイガス               | 同            |
| 5    | フランシスコ・ホセ・パチェコ | スペイン   | コンテントポリス・アンポ | 同            |
| 6    | ユルヘン・ルラントス         | ベルギー   | サイレンス・ロット       | 同            |
| 7    | セバスティアン・イノー       | フランス   | AG2R・ラ・モンディアル   | 同            |
| 8    | ハビエル・ベニテス           | スペイン   | コンテントポリス・アンポ | 同            |
| 9    | エンリコ・ガスパロット       | イタリア   | ランプレ・N.G.C          | 同            |
| 10   | ボルト・ボジチュ             | スロベニア | ヴァカンソレイユ         | 同            |

総合成績
| 順位 | 選手名                   | 国籍           | チーム                       | 時間           |
| ---- | ------------------------ | -------------- | ---------------------------- | -------------- |
| 1    | アレハンドロ・バルベルデ | スペイン       | ケス・デパーニュ             | 74時間27分48秒 |
| 2    | ロベルト・ヘーシンク     | オランダ       | ラボバンク                   | +31秒          |
| 3    | サムエル・サンチェス     | スペイン       | エウスカルテル・エウスカディ | +1分10秒       |
| 4    | イヴァン・バッソ         | イタリア       | リクイガス                   | +1分28秒       |
| 5    | カデル・エヴァンス       | オーストラリア | サイレンス・ロット           | +1分51秒       |
| 6    | エセキエル・モスケラ     | スペイン       | シャコベオ・ガリシア         | +1分54秒       |
| 7    | ホアキン・ロドリゲス     | スペイン       | ケス・デパーニュ             | +5分53秒       |
| 8    | パオロ・ティラロンゴ     | イタリア       | ランプレ・N.G.C              | +6分34秒       |
| 9    | トム・ダニエルソン       | アメリカ合衆国 | ガーミン・スリップストリーム | +8分28秒       |
| 10   | フアン・ホセ・コーボ     | スペイン       | フジ・セルベット             | +10分45秒      |

ポイント賞
| 順位 | 選手名                   | 国籍     | チーム                  | ポイント |
| ---- | ------------------------ | -------- | ----------------------- | -------- |
| 1    | アンドレ・グライペル     | ドイツ   | チーム・コロンビア＝HTC | 121      |
| 2    | ダニエーレ・ベンナーティ | イタリア | リクイガス              | 81       |
| 3    | アレハンドロ・バルベルデ | スペイン | ケス・デパーニュ        | 80       |

山岳賞
| 順位 | 選手名                 | 国籍     | チーム           | ポイント |
| ---- | ---------------------- | -------- | ---------------- | -------- |
| 1    | ダヴィ・モンクティエ   | フランス | コフィディス     | 170      |
| 2    | ダビ・デ・ラ・フエンテ | スペイン | フジ・セルベット | 89       |
| 3    | ピーター・ウェーニング | オランダ | ラボバンク       | 60       |

コンビネーション賞
| 順位 | 選手名                   | 国籍     | チーム                       | ポイント |
| ---- | ------------------------ | -------- | ---------------------------- | -------- |
| 1    | アレハンドロ・バルベルデ | スペイン | ケス・デパーニュ             | 10       |
| 2    | ロベルト・ヘーシンク     | オランダ | ラボバンク                   | 11       |
| 2    | サムエル・サンチェス     | スペイン | エウスカルテル・エウスカディ | 21       |

チーム時間賞
| 順位 | チーム               | 時間            |
| ---- | -------------------- | --------------- |
| 1    | シャコベオ・ガリシア | 223時間12分13秒 |
| 2    | ケス・デパーニュ     | +20分51秒       |
| 3    | アスタナ             | +27分47秒       |

## 第18ステージ
9月17日(木)
- タラベラ・デ・ラ・レイナ － アビラ 187.0km[7]

- 4日ぶりの山岳ステージ。ただし進むにつれて山岳のレベルが下がっていくため、総合争いへの影響は微妙。マキシム・イグリンスキー（アスタナ）、ライダー・ヘスジェダル、クリスティアン・メイアー（共にガーミン・スリップストリーム）、ベルト・グラプシュ（チーム・コロンビア＝HTC）の4選手が未出走。40km地点でのロマン・クロイツィガー（リクイガス）のアタックをきっかけに、最終的に50km地点で16人の比較的大きい逃げ集団が形成、逃げに乗ったダヴィ・モンクティエは1級山岳ミハレス峠を先頭で通過、この時点でマイヨ・モンターニャを事実上確定させた。メイン集団はエウスカルテルがコントロールするが、逃げ集団との差は思うように縮まらず、残り25km地点でタイム差は5分。逃げ切り濃厚となった逃げ集団から、3級山岳ボケロン峠の上りで、まずフィリップ・ジルベール（サイレンス・ロット）がアタック。一時後続に30秒差をつけたが、失速して吸収。12人に再編された逃げ集団から、下りでクロイツィガーとフィリップ・デニャン（サーヴェロ・テストチーム）の2人がアタック、遅れて飛び出したヤコブ・フグルサングとダビ・エレロ（シャコベオ・ガリシア）の2人の追走を許さずにアビラ市街に突入。最後はクロイツィガーのスパートに冷静に対応したデニャンがスプリントを開始するとクロイツィガーはあっさり脱落し、デニャンがそのままステージ優勝。自身グランツール初勝利、チームは今大会2勝目。アイルランド人のグランツールステージ優勝は1992年ツール・ド・フランス第16ステージのステファン・ロッシュ以来17年ぶり。さらにメイン集団が10分近く遅れてのフィニッシュになったことに加え、総合9位につけていたトム・ダニエルソンがリタイアしたことから、一気に総合9位にまでジャンプアップすることに成功した。一方、クロイツィガーはクラシカ・サンセバスティアンに続くスプリント勝負に敗れての2位という苦い結果となってしまった。メイン集団はカデル・エヴァンスなどのペースアップで中切れが発生し、イヴァン・バッソやロベルト・ヘーシンクらがアレハンドロ・バルベルデ、サムエル・サンチェス、エヴァンスの3人から僅か1秒だが失っている。結局各賞に動きは無し。前述のダニエルソンに加え、ジュリアン・ルベ（Ag2r）、ゲラルト・ツィオレック（チーム・ミルラム）、ビェルン・ルークマンス（バカン・ソレイユ）の3選手が途中リタイアしている。

区間成績
| 順位 | 選手名                 | 国籍         | チーム                       | 時間          |
| ---- | ---------------------- | ------------ | ---------------------------- | ------------- |
| 1    | フィリップ・デニャン   | アイルランド | サーヴェロ・テストチーム     | 4時間19分14秒 |
| 2    | ロマン・クロイツィガー | チェコ       | リクイガス                   | +03秒         |
| 3    | ヤコブ・フグルサング   | デンマーク   | チーム・サクソバンク         | +16秒         |
| 4    | マヌエル・バケス       | スペイン     | コンテントポリス・アンポ     | +39秒         |
| 5    | イゴル・アントン       | スペイン     | エウスカルテル・エウスカディ | +41秒         |
| 6    | ミカエル・シェルル     | フランス     | フランセーズ・デジュー       | +42秒         |
| 7    | レイン・ターラミャエ   | エストニア   | コフィディス                 | 同            |
| 8    | レミ・ディ・グレゴリオ | フランス     | フランセーズ・デ・ジュー     | 同            |
| 9    | ヘスス・エルナンデス   | スペイン     | アスタナ                     | 同            |
| 10   | ヘスス・デル・ネロ     | スペイン     | フジ・セルベット             | 同            |

総合成績
| 順位 | 選手名                   | 国籍           | チーム                       | 時間           |
| ---- | ------------------------ | -------------- | ---------------------------- | -------------- |
| 1    | アレハンドロ・バルベルデ | スペイン       | ケス・デパーニュ             | 78時間56分42秒 |
| 2    | ロベルト・ヘーシンク     | オランダ       | ラボバンク                   | +32秒          |
| 3    | サムエル・サンチェス     | スペイン       | エウスカルテル・エウスカディ | +1分10秒       |
| 4    | イヴァン・バッソ         | イタリア       | リクイガス                   | +1分29秒       |
| 5    | カデル・エヴァンス       | オーストラリア | サイレンス・ロット           | +1分51秒       |
| 6    | エセキエル・モスケラ     | スペイン       | シャコベオ・ガリシア         | +1分55秒       |
| 7    | ホアキン・ロドリゲス     | スペイン       | ケス・デパーニュ             | +5分54秒       |
| 8    | パオロ・ティラロンゴ     | イタリア       | ランプレ・N.G.C              | +6分35秒       |
| 9    | フィリップ・デニャン     | アイルランド   | サーヴェロ・テストチーム     | +7分49秒       |
| 10   | フアン・ホセ・コーボ     | スペイン       | フジ・セルベット             | +10分46秒      |

ポイント賞
| 順位 | 選手名                   | 国籍     | チーム                  | ポイント |
| ---- | ------------------------ | -------- | ----------------------- | -------- |
| 1    | アンドレ・グライペル     | ドイツ   | チーム・コロンビア＝HTC | 123      |
| 2    | ダニエーレ・ベンナーティ | イタリア | リクイガス              | 81       |
| 3    | アレハンドロ・バルベルデ | スペイン | ケス・デパーニュ        | 80       |

山岳賞
| 順位 | 選手名                 | 国籍     | チーム           | ポイント |
| ---- | ---------------------- | -------- | ---------------- | -------- |
| 1    | ダヴィ・モンクティエ   | フランス | コフィディス     | 186      |
| 2    | ダビ・デ・ラ・フエンテ | スペイン | フジ・セルベット | 89       |
| 3    | ピーター・ウェーニング | オランダ | ラボバンク       | 60       |

コンビネーション賞
| 順位 | 選手名                   | 国籍     | チーム               | ポイント |
| ---- | ------------------------ | -------- | -------------------- | -------- |
| 1    | アレハンドロ・バルベルデ | スペイン | ケス・デパーニュ     | 10       |
| 2    | ロベルト・ヘーシンク     | オランダ | ラボバンク           | 11       |
| 3    | エセキエル・モスケラ     | スペイン | シャコベオ・ガリシア | 21       |

チーム時間賞
| 順位 | チーム               | 時間            |
| ---- | -------------------- | --------------- |
| 1    | シャコベオ・ガリシア | 236時間30分36秒 |
| 2    | アスタナ             | +27分10秒       |
| 3    | ケス・デパーニュ     | +29分12秒       |

## 第19ステージ
9月18日(金)
- アビラ － サン・リュデフォンソ 174.0km[8]

- 最後の山岳ステージは2度通過するナバセラーダ峠など3つの1級山岳を通過する。序盤からのアタック合戦の末にクリストフ・リブロン（Ag2r）、ダニエル・マーティン（ガーミン・スリップストリーム）、エドゥアルド・ヴォルガノフ（シャコベオ・ガリシア）の3人が逃げ始め、メイン集団との差は最大で7分弱にまで開いた。メイン集団のコントロールはケス・デパーニュ、リクイガス、エウスカルテルが担当。すると2番目の1級山岳ラ・モルクエラ峠で総合2位につけているロベルト・ヘーシンクが脱落、この時は下りでメイン集団に追いついている。その後、逃げ吸収直前に断続的にアタックの動きがあったものの、残り29km地点で全ての逃げが吸収されてそのままナバセラーダ峠に突入。するとヘーシンクがまたしても脱落。ここぞとばかりにエウスカルテルやリクイガスがペースを上げてヘーシンクは完全に遅れてしまった。その後10名ほどの小集団となったメイン集団からナバセラーダ峠を通過直前にサムエル・サンチェスがアタック、マイヨ・オロのアレハンドロ・バルベルデがしっかりと喰らいつく。結局サンチェスのダウンヒルは不発に終わり、ヘーシンクを除く総合上位陣の大半が追いつくことに成功している。その後エセキエル・モスケラやパオロ・ティラルロンゴ（ランプレ＝N.G.C）がステージ優勝を狙って飛び出すも失敗。最後はフアン・ホセ・コーボ（フジ・セルベット）が残り3km地点で飛び出してそのまま独走、後続に2秒差をつけてステージ優勝。自身にとっても（現チーム名になってからの）チームにとっても嬉しいグランツール初勝利となった。ボーナスタイム争いはバルベルデが2位、カデル・エヴァンスが3位に入り、それぞれ12秒、8秒を獲得。バルベルデは第2中間スプリントポイントも2位通過しており、サンチェスに対して16秒差を広げることに成功した。エヴァンスも総合3位イヴァン・バッソとの差を14秒にまで縮めて、マドリードでの逆転表彰台を視界に捕らえた。ヘーシンクはチームメイトに見守られながら4分43秒遅れでゴール、バルベルデから5分30秒差の総合6位まで後退して、マイヨ・オロ争いからは脱落した。他賞も動きは無かった。セルヒオ・ドミンゲス（コンテントポリス・アンポ）とマッテオ・トサット（クイックステップ）の2選手が途中リタイア、完走は139選手だった。

区間成績
| 順位 | 選手名                   | 国籍           | チーム                       | 時間          |
| ---- | ------------------------ | -------------- | ---------------------------- | ------------- |
| 1    | フアン・ホセ・コーボ     | スペイン       | フジ・セルベット             | 4時間37分35秒 |
| 2    | アレハンドロ・バルベルデ | スペイン       | ケス・デパーニュ             | +02秒         |
| 3    | カデル・エヴァンス       | オーストラリア | サイレンス・ロット           | 同            |
| 4    | サムエル・サンチェス     | スペイン       | エウスカルテル・エウスカディ | 同            |
| 5    | ダニエル・モレノ         | スペイン       | ケス・デパーニュ             | 同            |
| 6    | エセキエル・モスケラ     | スペイン       | シャコベオ・ガリシア         | 同            |
| 7    | パオロ・ティラロンゴ     | イタリア       | ランプレ・N.G.C              | 同            |
| 8    | イヴァン・バッソ         | イタリア       | リクイガス                   | 同            |
| 9    | マヌエル・バケス         | スペイン       | コンテントポリス・アンポ     | +1分34秒      |
| 10   | レミ・ディ・グレゴリオ   | フランス       | フランセーズ・デ・ジュー     | 同            |

総合成績
| 順位 | 選手名                   | 国籍           | チーム                       | 時間           |
| ---- | ------------------------ | -------------- | ---------------------------- | -------------- |
| 1    | アレハンドロ・バルベルデ | スペイン       | ケス・デパーニュ             | 83時間34分03秒 |
| 2    | サムエル・サンチェス     | スペイン       | エウスカルテル・エウスカディ | +1分26秒       |
| 3    | イヴァン・バッソ         | イタリア       | リクイガス                   | +1分45秒       |
| 4    | カデル・エヴァンス       | オーストラリア | サイレンス・ロット           | +1分59秒       |
| 5    | エセキエル・モスケラ     | スペイン       | シャコベオ・ガリシア         | +2分11秒       |
| 6    | ロベルト・ヘーシンク     | オランダ       | ラボバンク                   | +5分30秒       |
| 7    | パオロ・ティラロンゴ     | イタリア       | ランプレ・N.G.C              | +6分49秒       |
| 8    | ホアキン・ロドリゲス     | スペイン       | ケス・デパーニュ             | +7分42秒       |
| 9    | フィリップ・デニャン     | アイルランド   | サーヴェロ・テストチーム     | +9分37秒       |
| 10   | フアン・ホセ・コーボ     | スペイン       | フジ・セルベット             | +10分40秒      |

ポイント賞
| 順位 | 選手名                   | 国籍           | チーム                  | ポイント |
| ---- | ------------------------ | -------------- | ----------------------- | -------- |
| 1    | アンドレ・グライペル     | ドイツ         | チーム・コロンビア＝HTC | 123      |
| 2    | アレハンドロ・バルベルデ | スペイン       | ケス・デパーニュ        | 102      |
| 3    | カデル・エヴァンス       | オーストラリア | サイレンス・ロット      | 83       |

山岳賞
| 順位 | 選手名                 | 国籍     | チーム                   | ポイント |
| ---- | ---------------------- | -------- | ------------------------ | -------- |
| 1    | ダヴィ・モンクティエ   | フランス | コフィディス             | 186      |
| 2    | ダビ・デ・ラ・フエンテ | スペイン | フジ・セルベット         | 99       |
| 3    | フリアン・サンチェス   | スペイン | コンテントポリス・アンポ | 73       |

コンビネーション賞
| 順位 | 選手名                   | 国籍     | チーム                       | ポイント |
| ---- | ------------------------ | -------- | ---------------------------- | -------- |
| 1    | アレハンドロ・バルベルデ | スペイン | ケス・デパーニュ             | 7        |
| 2    | エセキエル・モスケラ     | スペイン | シャコベオ・ガリシア         | 16       |
| 3    | サムエル・サンチェス     | スペイン | エウスカルテル・エウスカディ | 17       |

チーム時間賞
| 順位 | チーム               | 時間            |
| ---- | -------------------- | --------------- |
| 1    | シャコベオ・ガリシア | 250時間30分58秒 |
| 2    | ケス・デパーニュ     | +23分13秒       |
| 3    | アスタナ             | +27分25秒       |

## 第20ステージ
9月19日(土)
- トレド 26.0km（個人タイムトライアル）[9]

- 今大会最後の個人TTで総合争いに事実上の決着がつけられる。コースは過去2回に比べて若干アップダウンがある。ここ数年の個人TTでファビアン・カンチェラーラの軍門に幾度と無く下っていたデヴィッド・ミラー（ガーミン・スリップストリーム）が、そのカンチェラーラ不在の今ステージにおいて安定した走りで、個人としては2006年のブエルタ・ア・エスパーニャ第14ステージ以来となるステージ優勝を果たした。総合上位陣では総合4位のカデル・エヴァンスがミラーから9秒遅れのステージ3位、1分3秒遅れのステージ18位に終わったイヴァン・バッソから総合3位の座を奪い取っている。一方、総合2位につけていたサムエル・サンチェスは後半にペースアップして5秒遅れのステージ2位、総合2位の座を固めてアレハンドロ・バルベルデの結果を待つ。そのバルベルデは終始安定した走りで大きく差を縮めさせず、ミラーから36秒遅れのステージ7位。サンチェスに55秒差まで迫られたものの、マイヨ・オロを事実上確定させた。その他各賞も動きは無かった。

区間成績
| 順位 | 選手名                   | 国籍           | チーム                       | 時間     |
| ---- | ------------------------ | -------------- | ---------------------------- | -------- |
| 1    | デヴィッド・ミラー       | イギリス       | ガーミン・スリップストリーム | 35分53秒 |
| 2    | サムエル・サンチェス     | スペイン       | エウスカルテル・エウスカディ | +05秒    |
| 3    | カデル・エヴァンス       | オーストラリア | サイレンス・ロット           | +09秒    |
| 4    | グスタボ・セサル         | スペイン       | シャコベオ・ガリシア         | +20秒    |
| 5    | ロマン・クロイツィガー   | チェコ         | リクイガス                   | +30秒    |
| 6    | フィリップ・ジルベール   | ベルギー       | サイレンス・ロット           | +34秒    |
| 7    | アレハンドロ・バルベルデ | スペイン       | ケス・デパーニュ             | +36秒    |
| 8    | ダビ・エレロ             | スペイン       | シャコベオ・ガリシア         | +37秒    |
| 9    | ヘスス・デル・ネロ       | スペイン       | フジ・セルベット             | +40秒    |
| 10   | リーウ・ウェストラ       | オランダ       | ヴァカンソレイユ             | +43秒    |

総合成績
| 順位 | 選手名                     | 国籍           | チーム                       | 時間           |
| ---- | -------------------------- | -------------- | ---------------------------- | -------------- |
| 1    | アレハンドロ・バルベルデ   | スペイン       | ケス・デパーニュ             | 84時間10分32秒 |
| 2    | サムエル・サンチェス       | スペイン       | エウスカルテル・エウスカディ | +55秒          |
| 3    | カデル・エヴァンス         | オーストラリア | サイレンス・ロット           | +1分32秒       |
| 4    | イヴァン・バッソ           | イタリア       | リクイガス                   | +2分12秒       |
| 5    | エセキエル・モスケラ       | スペイン       | シャコベオ・ガリシア         | +4分27秒       |
| 6    | ロベルト・ヘーシンク       | オランダ       | ラボバンク                   | +6分40秒       |
| 7    | ホアキン・ロドリゲス       | スペイン       | ケス・デパーニュ             | +9分08秒       |
| 8    | パオロ・ティラロンゴ       | イタリア       | ランプレ・N.G.C              | +9分11秒       |
| 9    | フィリップ・デニャン       | アイルランド   | サーヴェロ・テストチーム     | +11分08秒      |
| 10   | フアン・ホセ・コーボ       | スペイン       | フジ・セルベット             | +11分27秒      |
| 11   | ダニエル・モレノ           | スペイン       | ケス・デパーニュ             | +14分34秒      |
| 12   | ジョニー・ホーヘルラント   | オランダ       | ヴァカンソレイユ             | +15分08秒      |
| 13   | ダニエル・ナバロ           | スペイン       | アスタナ                     | +15分10秒      |
| 14   | アイマル・スベルディア     | スペイン       | アスタナ                     | +17分09秒      |
| 15   | マヌエル・バケス           | スペイン       | コンテントポリス・アンポ     | +18分41秒      |
| 16   | ヴァシル・キリエンカ       | ベラルーシ     | ケス・デパーニュ             | +20分05秒      |
| 17   | シルヴェステル・シュムィド | ポーランド     | リクイガス                   | +20分57秒      |
| 18   | アマエル・モワナール       | フランス       | コフィディス                 | +21分11秒      |
| 19   | ヘスス・エルナンデス       | スペイン       | アスタナ                     | +23分38秒      |
| 20   | ケヴィン・デウェールト     | ベルギー       | クイックステップ             | +24分10秒      |

ポイント賞
| 順位 | 選手名                   | 国籍           | チーム                  | ポイント |
| ---- | ------------------------ | -------------- | ----------------------- | -------- |
| 1    | アンドレ・グライペル     | ドイツ         | チーム・コロンビア＝HTC | 123      |
| 2    | アレハンドロ・バルベルデ | スペイン       | ケス・デパーニュ        | 111      |
| 3    | カデル・エヴァンス       | オーストラリア | サイレンス・ロット      | 99       |

山岳賞
| 順位 | 選手名                 | 国籍     | チーム                   | ポイント |
| ---- | ---------------------- | -------- | ------------------------ | -------- |
| 1    | ダヴィ・モンクティエ   | フランス | コフィディス             | 186      |
| 2    | ダビ・デ・ラ・フエンテ | スペイン | フジ・セルベット         | 99       |
| 3    | フリアン・サンチェス   | スペイン | コンテントポリス・アンポ | 73       |

コンビネーション賞
| 順位 | 選手名                   | 国籍     | チーム                       | ポイント |
| ---- | ------------------------ | -------- | ---------------------------- | -------- |
| 1    | アレハンドロ・バルベルデ | スペイン | ケス・デパーニュ             | 7        |
| 2    | サムエル・サンチェス     | スペイン | エウスカルテル・エウスカディ | 16       |
| 3    | エセキエル・モスケラ     | スペイン | シャコベオ・ガリシア         | 17       |

チーム時間賞
| 順位 | チーム               | 時間            |
| ---- | -------------------- | --------------- |
| 1    | シャコベオ・ガリシア | 252時間21分14秒 |
| 2    | ケス・デパーニュ     | +23分43秒       |
| 3    | アスタナ             | +31分23秒       |

## 第21ステージ
9月20日(日)
- リバス＝バシアマドリー – マドリー 110.0km[10]

- 最終ステージは恒例のマドリード・シベレス広場がゴール。例年通り、周回コースまでは事実上のパレード走行。周回コースに突入する直前に今季限りで現役を引退するビンヘン・フェルナンデス（コフィディス）が単独で飛び出すとメイン集団は追う動きはせず、フェルナンデスが凱旋走行をする形となって最初の1周目が終了、直後にフェルナンデスが吸収されてようやく本格的な勝負が開始、ヘスス・ロセンドら6人が集団から先行する。しかし、メイン集団は当然の如くマーク、最大でも20秒強までしか差は広がらない。結局残り3km地点で全ての逃げが吸収され、集団スプリントへの体制を整えていた残り1km過ぎに落車が発生。昨年の最終ステージを制覇しているマティ・ブレシェル（チーム・サクソバンク）が巻き込まれてしまった。最後は、やや出遅れながらもグレッグ・ヘンダーソンの牽きで一気に位置を上げてきたアンドレ・グライペルが先行していたダニエーレ・ベンナーティを一気に抜き去ってそのまま先頭でフィニッシュ。今大会ステージ4勝目でマイヨ・プントス獲得に花を添えた。各賞ジャージ保持者も無事にフィニッシュ、2年連続のスペイン人チャンピオンアレハンドロ・バルベルデの誕生を見届けて、今大会は幕を下ろした。

区間成績
| 順位 | 選手名                   | 国籍             | チーム                   | 時間          |
| ---- | ------------------------ | ---------------- | ------------------------ | ------------- |
| 1    | アンドレ・グライペル     | ドイツ           | チーム・コロンビア＝HTC  | 3時間11分55秒 |
| 2    | ダニエーレ・ベンナーティ | イタリア         | リクイガス               | 同            |
| 3    | ボルト・ボジチュ         | スロベニア       | ヴァカンソレイユ         | 同            |
| 4    | レオナルド・ドゥケ       | コロンビア       | コフィディス             | 同            |
| 5    | セバスティアン・イノー   | フランス         | AG2R・ラ・モンディアル   | 同            |
| 6    | エンリコ・ガスパロット   | イタリア         | ランプレ・N.G.C          | 同            |
| 7    | グレッグ・ヘンダーソン   | ニュージーランド | チーム・コロンビア＝HTC  | 同            |
| 8    | ロジャー・ハモンド       | イギリス         | サーヴェロ・テストチーム | 同            |
| 9    | トム・レーザー           | オランダ         | ラボバンク               | 同            |
| 10   | パウル・フォス           | ドイツ           | チーム・ミルラム         | 同            |

総合成績
| 順位 | 選手名                   | 国籍           | チーム                       | 時間           |
| ---- | ------------------------ | -------------- | ---------------------------- | -------------- |
| 1    | アレハンドロ・バルベルデ | スペイン       | ケス・デパーニュ             | 87時間22分37秒 |
| 2    | サムエル・サンチェス     | スペイン       | エウスカルテル・エウスカディ | +55秒          |
| 3    | カデル・エヴァンス       | オーストラリア | サイレンス・ロット           | +1分32秒       |
| 4    | イヴァン・バッソ         | イタリア       | リクイガス                   | +2分12秒       |
| 5    | エセキエル・モスケラ     | スペイン       | シャコベオ・ガリシア         | +4分27秒       |
| 6    | ロベルト・ヘーシンク     | オランダ       | ラボバンク                   | +6分40秒       |
| 7    | ホアキン・ロドリゲス     | スペイン       | ケス・デパーニュ             | +9分08秒       |
| 8    | パオロ・ティラロンゴ     | イタリア       | ランプレ・N.G.C              | +9分11秒       |
| 9    | フィリップ・デニャン     | アイルランド   | サーヴェロ・テストチーム     | +11分08秒      |
| 10   | フアン・ホセ・コーボ     | スペイン       | フジ・セルベット             | +11分27秒      |

ポイント賞
| 順位 | 選手名                   | 国籍     | チーム                  | ポイント |
| ---- | ------------------------ | -------- | ----------------------- | -------- |
| 1    | アンドレ・グライペル     | ドイツ   | チーム・コロンビア＝HTC | 150      |
| 2    | アレハンドロ・バルベルデ | スペイン | ケス・デパーニュ        | 111      |
| 3    | ダニエーレ・ベンナーティ | イタリア | リクイガス              | 101      |

山岳賞
| 順位 | 選手名                 | 国籍     | チーム                   | ポイント |
| ---- | ---------------------- | -------- | ------------------------ | -------- |
| 1    | ダヴィ・モンクティエ   | フランス | コフィディス             | 186      |
| 2    | ダビ・デ・ラ・フエンテ | スペイン | フジ・セルベット         | 99       |
| 3    | フリアン・サンチェス   | スペイン | コンテントポリス・アンポ | 73       |

コンビネーション賞
| 順位 | 選手名                   | 国籍     | チーム                       | ポイント |
| ---- | ------------------------ | -------- | ---------------------------- | -------- |
| 1    | アレハンドロ・バルベルデ | スペイン | ケス・デパーニュ             | 7        |
| 2    | サムエル・サンチェス     | スペイン | エウスカルテル・エウスカディ | 16       |
| 3    | エセキエル・モスケラ     | スペイン | シャコベオ・ガリシア         | 17       |

チーム時間賞
| 順位 | チーム               | 時間            |
| ---- | -------------------- | --------------- |
| 1    | シャコベオ・ガリシア | 261時間57分19秒 |
| 2    | ケス・デパーニュ     | +23分43秒       |
| 3    | アスタナ             | +31分39秒       |